# Villa Baviera
Villa Baviera je organizace, která aktuálně obývá lokalitu nepříliš známé Colonia Dignidad, která se nachází ve středním Chile. Jako naprosto izolované území bylo založeno německými uprchlíky z poloviny 50. let 20. století. V roce 1961 do kolonie dorazil Paul Schäfer, usvědčený z několika sexuálních zneužívání, která ho nutila emigrovat. V nejlepších letech kolonie ji obývalo asi 300 německých a chilských občanů a měla rozlohu asi 137 čtverečních kilometrů.
Je potvrzeno, že se v kempu nacházel koncentrační a vyhlazovací tábor. Nyní se na jejím území nachází hotel a restaurace.

## Film
O kolonii Dignidad pojednává film Kolonie s Emmou Watsonovou v hlavní roli.